# Estádio Municipal do Fontelo
O Estádio Municipal do Fontelo é um estádio de futebol municipal situado no Parque Desportivo Municipal do Fontelo, na cidade de Viseu, em Portugal.
O 'Mini Jamor', como é apelidado pela sua implantação, foi inaugurado em 12 de junho de 1928, tendo o primeiro jogo de futebol sido realizado simbolicamente a 11 de novembro de 1928, dia de São Martinho; chegou a ter cerca de 30 000 lugares, maioritariamente em pé, e tem atualmente 6 912 lugares sentados. Para além do campo de futebol, alberga uma pista de atletismo com piso sintético.
Sendo uma infraestrutura municipal, serve, essencialmente de palco aos jogos do Académico de Viseu, bem como às atividades desportivas do município de Viseu. Integrados no Parque Desportivo Municipal estão ainda o Campo 1.º de Maio, campo em relva sintética, e o Campo José Alves Madeira, campo em relva natural, que funcionam como campos de treino e de apoio.